# Grande-Anse (Nouveau-Brunswick)
Pour les articles homonymes, voir Grand Anse.
Grande-Anse (prononcé /gʁɑ̃.tɑ̃s/) est un ancien village du Nouveau-Brunswick, au Canada. Il fait partie de la ville de Rivière-du-Nord depuis la réforme de la gouvernance locale du 1er janvier 2023. Grande-Anse fut fondée en 1808 par l'Acadien Simon Landry sur un site connu des Micmacs et fut constituée en municipalité en 1968.
L'économie est basée sur la pêche. Grande-Anse est connue pour son phare, symbole du tourisme en Acadie, ainsi que pour ses hautes falaises, sa plage et son ancien musée des papes, le seul musée consacré aux papes en Amérique du Nord qui a cessé ses activités le 22 août 2015, après 30 ans d’existence. Ce changement de vocation a donné lieu au Musée des cultures fondatrices.

## Toponyme
Grande-Anse est nommé ainsi d'après sa position sur la Grande-Anse, de la baie des Chaleurs. Ce nom est une traduction du nom micmac Walayik.
Le nom du village se prononce Grantanse (/gʁɑ̃.tɑ̃s/), malgré son orthographe trompeuse.

## Géographie

Carte topographique de Grande-Anse.

### Géographie physique

#### Situation
Grande-Anse est situé à 50 kilomètres de route à l'est de Bathurst.
Grande-Anse est généralement considérée comme faisant partie de l'Acadie. Le village est d'ailleurs surnommé « La Porte de l'Acadie » car il est géographiquement la porte d'entrée de la Péninsule acadienne. La majorité des habitations sont situées au nord du territoire, le long de la rue Acadie, près de la Baie des Chaleurs et dans le hameau de St-Paul, plus au sud.
Le terrain est relativement plat et le littoral est formé de hautes falaises irrégulières. Le territoire est presque entièrement couvert de forêt. À l'exception de petits ruisseaux, les seuls cours d'eau importants sont la rivière du Nord et son affluent, le ruisseau des Prairies.
Grande-Anse est limitrophe du village de Saint-Léolin au sud ainsi que de la paroisse de New Bandon à l'ouest et Maisonnette à l'est.

#### Géologie
Le sous-sol rocheux de Grande-Anse est composé principalement de roches sédimentaires de la formation de Clifton (datant du Carbonifère supérieur) du groupe de Pictou (datant du Pennsylvanien entre 300 et 311 millions d'années). Le grès gris est très présent ainsi que du conglométrat et de l’argile schisteuse. La formation de Clifton se retrouve de la vallée de la rivière Népisiguit à Miscou. Sur la plage, sous forme de galets, on retrouve de l’agate, du jaspe, de la calcédoine de différentes couleurs et du marbre.

#### Climat
Le climat est sec au profit des Appalaches et des terres humides plus au sud, et frais dû à la présence du golfe du Saint-Laurent. Le climat est semblable dans toute la Péninsule sauf que le vent est deux fois plus fort sur le littoral et endommage les arbres. Il existe une station météorologique à Bas-Caraquet et une autre à Miscou.
| Mois                        | Jan   | Fév   | Mar  | Avr  | Mai  | Jui  | Jui  | Aoû  | Sep  | Oct  | Nov  | Déc  | Année |
| Températures minimales (°C) | -12,6 | -12,7 | -7,2 | -1,3 | 4,6  | 10,7 | 15,0 | 14,3 | 10,6 | 4,7  | -0,6 | -6,5 | 1,6   |
| Températures maximales (°C) | -5,2  | -3,9  | 0,6  | 5,8  | 13,0 | 19,4 | 22,0 | 21,5 | 17,5 | 10,7 | 4,7  | -0,6 | 8,8   |
| Températures moyennes (°C)  | -8,9  | -8,6  | -3,3 | 2,5  | 9,3  | 15,8 | 19,4 | 18,8 | 14,7 | 8,3  | 2,3  | -3,6 | 5,6   |
| Pluviométrie (mm)           | 31,4  | 49,3  | 64,6 | 63,2 | 85,5 | 61,3 | 71,8 | 66,8 | 73,2 | 95,6 | 93,9 | 74,6 | 900,5 |

#### Faune et flore
Des récifs artificiels destinés aux homards sont installés au large de Grande-Anse en 2004. Selon les biologistes de Pêches et Océans Canada, ce projet est une réussite.

### Géographie humaine

#### Transport
Grande-Anse est desservi par la route 11.
ViaRail Canada possède une station à Bathurst.
L'instauration d'un traversier entre Grande-Anse et Paspébiac est projetée depuis les années 1980. Un tel projet coûterait 13 millions $ (2009) et permettrait de transporter 100 000 personnes par été.

#### Logement
Le village comptait 354 logements privés en 2006, dont 345 occupés par des résidents habituels. Parmi ces logements, 79,7 % sont individuels, 2,9 % sont jumelés, 2,9 % sont en rangée, 5,8 % sont des appartements ou duplex et 5,8 % sont des immeubles de moins de cinq étages. De plus, 2,9 % des logements entrent dans la catégorie autres, tels que des maisons mobiles. 69,6 % des logements occupés le sont par le propriétaire et 30,4 % sont loués. 85,5 % ont été construits avant 1986 et 15,9 % ont besoin de réparations majeures. Les logements comptent en moyenne 6,0 pièces et ont une valeur moyenne de 66 194 $, comparativement à 119 549 $ pour la province.

## Histoire

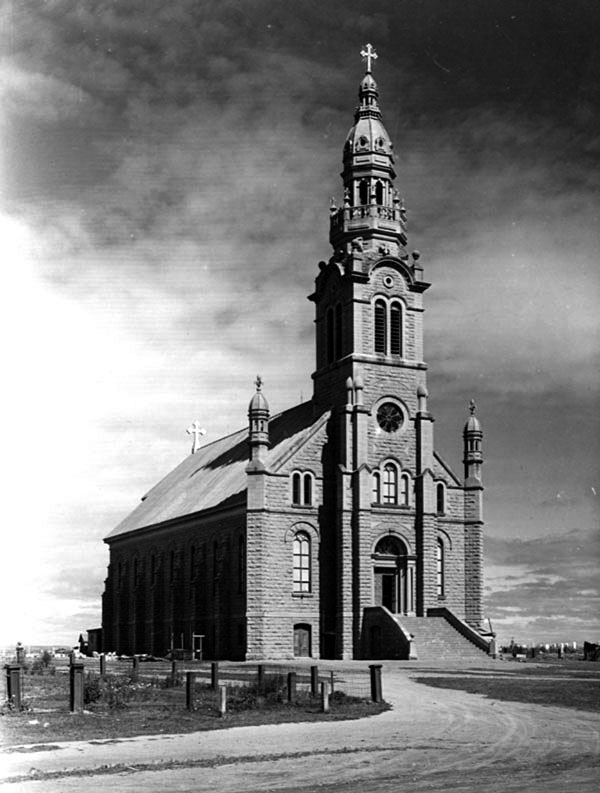
L'église Saint-Simon et Saint-Jude en 1940.

### Préhistoire
Grande-Anse est situé dans le territoire historique des Micmacs, plus précisément dans le district de Gespegeoag, qui comprend le littoral de la baie des Chaleurs. Ce territoire était revendiqué d'abord par les Iroquois et ensuite seulement par les Mohawks.

### Colonisation européenne
Selon ce que rapporte Donat Robichaud, la région est visitée par des pêcheurs Normands et Bretons dès la fin du XIIIe siècle. Les Bretons sont en fait bien établis avant 1536. Les Basques chassent la baleine en Europe à partir du XIIe siècle ou plus tôt mais, à la suite de l'effondrement de la population de ces cétacés, commencent à les chasser au sud du Labrador au XVIe siècle, en plus de pêcher la morue. Ces pêcheurs viennent surtout du Pays basque espagnol mais ceux du Pays basque français deviennent de plus en plus nombreux. Ils sont déjà bien installés vers 1540. Contrairement à une idée répandue, ils n'ont pas chassés la baleine de plus en plus loin jusqu'à atteindre l'Amérique mais s'y sont rendus directement.
Les Micmacs sont habitués à faire des échanges avec les Européens car, lorsque Jacques Cartier explore la baie des Chaleurs pour la première fois, il croise le 6 juillet 1534 une flotte de Micmacs provenant probablement de Grande-Anse. Cartier est effrayé et fait tirer des coups de semonce mais finit par faire du troc le lendemain avec eux.
Vers 1632, les pêcheurs de morue basques se déplacent dans des endroits plus reculés, dont Caraquet, Paspébiac et Shippagan, notamment pour éviter les attaques des Inuits et des pirates anglais ou danois, mais aussi à cause de la baisse de la population de baleine et de l'ouverture de la pêche au Svalbard. La pêche basque à Caraquet dure sans encombre jusque vers la fin du XVIIe siècle.

### Fondation
En 1808, Simon Landry, petit-fils d'Alexis Landry, vient s'établir à Grand-Anse avec des membres de sa famille. Ils s'établissent probablement sur le site actuel de l'église Saint-Simon et Saint-Judes. En 1818, les terrains sont accordés officiellement à trois familles, soit celles de Rémi landry, de Jean-Baptiste Thériault et Jean-Baptiste Poulin. Un peu plus tard, c'est le tour des familles de Bruno Poirier et Isaac Haché. En 1819, les Thériault déménagent et fondent le village d'Anse-Bleue, situé à l'est de Grande-Anse.

### XXesiècle
La caisse populaire est fondée en 1938. Les écoles des environs sont consolidées dans un même district scolaire en 1956. L'école Léandre-LeGresley est construite en 1957 et reçoit son nom actuel en 1976. L'exploitation industrielle de la tourbe débute en 1961. Les Filles de Jésus s'implantent en 1962 mais quittent la région dans les années 2000.
Grande-Anse est constitué en municipalité le 15 mars 1968 avec comme premier maire monsieur Edmond Landry et comme conseillers MM. Antime LeGresley et Ernest Haché. La caserne de pompiers et l'entrepôt municipal ouvrent leurs portes la même année. L'édifice de la caisse populaire est inauguré le 29 juillet 1973. L'église est rénovée la même année.
Selon le journaliste Réal Fradette, les années 1970 et 1980 sont l'âge d'or de Grande-Anse, alors que de nombreux habitants travaillent dans les grands chantiers à Belledune et Dalhousie et que les commerces et usines du village fournissent aussi leur lot d'emplois. Le centre sportif Edmond E. Landry est construit en 1981. Une usine de béton préfabriqué est fondée en 1985. Le garage municipal est inauguré en 1993. L'école Léandre-Legresley est reconstruite au début des années 1990. L'édifice municipal est construit en 1996. La fin des grands chantiers, la fermeture de l'usine de boissons gazeuses et de transformations du poisson et, selon l'ancien maire Edmond Landry, la réforme de l'assurance-emploi en 1997 contribuent tous à miner l'économie du village ; de nombreux jeunes quittent pour trouver de l'emploi ailleurs, notamment dans l'Ouest canadien.
La pollution de la mer en provenance des usines de transformation est dénoncée en 1998. Un vol de cinq tonnes métriques de fruits de mer, d'une valeur estimée à 100 000 $, est commis le 6 janvier 2000.

### XXIesiècle
Au cours de l'année 2007, trois des cinq conseillers municipaux démissionnent ou ne peuvent plus siéger, paralysant l'administration municipale faute de quorum. La même année, des projets de construction d'éoliennes sont annoncés mais un groupe de citoyens, comptant notamment l'ancienne mairesse, Denise De Grâce, s'oppose à la construction trop proche des maisons et au manque de transparence dans le dossier.
La fermeture de l'usine de transformation du crabe Canadian Ocean Products le 5 avril 2007 fait perdre 175 emplois; la faible couverture médiatique de l'événement force la Société nationale de l'Acadie à critiquer la Société Radio-Canada, qui se ravise en présentant plus de nouvelles de l'Acadie,. La fermeture d'une autre usine produisant du hareng mariné appartenant au même propriétaire, la L. & R. Foods, fait perdre 20 emplois; un projet de cuisine industrielle est toutefois proposé l'année suivante dans le bâtiment abandonné. La Cour fédérale force ensuite le propriétaire à garder ses deux bateaux à quai. La fermeture d'une usine de transformation du homard et du hareng dans le village voisin d'Anse-Bleue, en 2008, approfondi la crise économique. L'épicerie de Grande-Anse ferme d'ailleurs ses portes plus tard dans l'année. Toujours en 2008, un mur de pierre doit être construit au pied des falaises afin de protéger la route 11 de l'érosion.

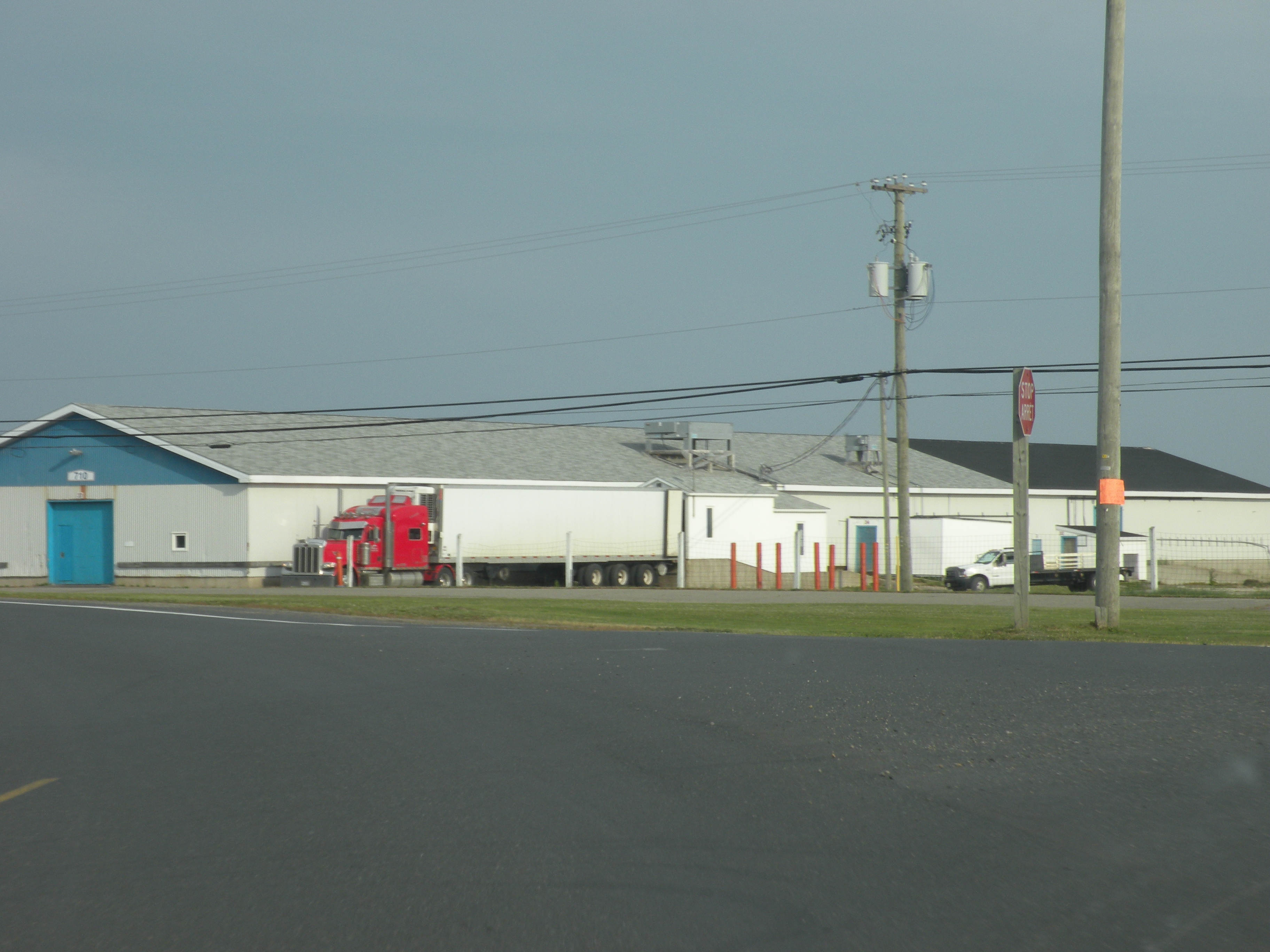
L'usine Canadian Ocean Products (fermée).
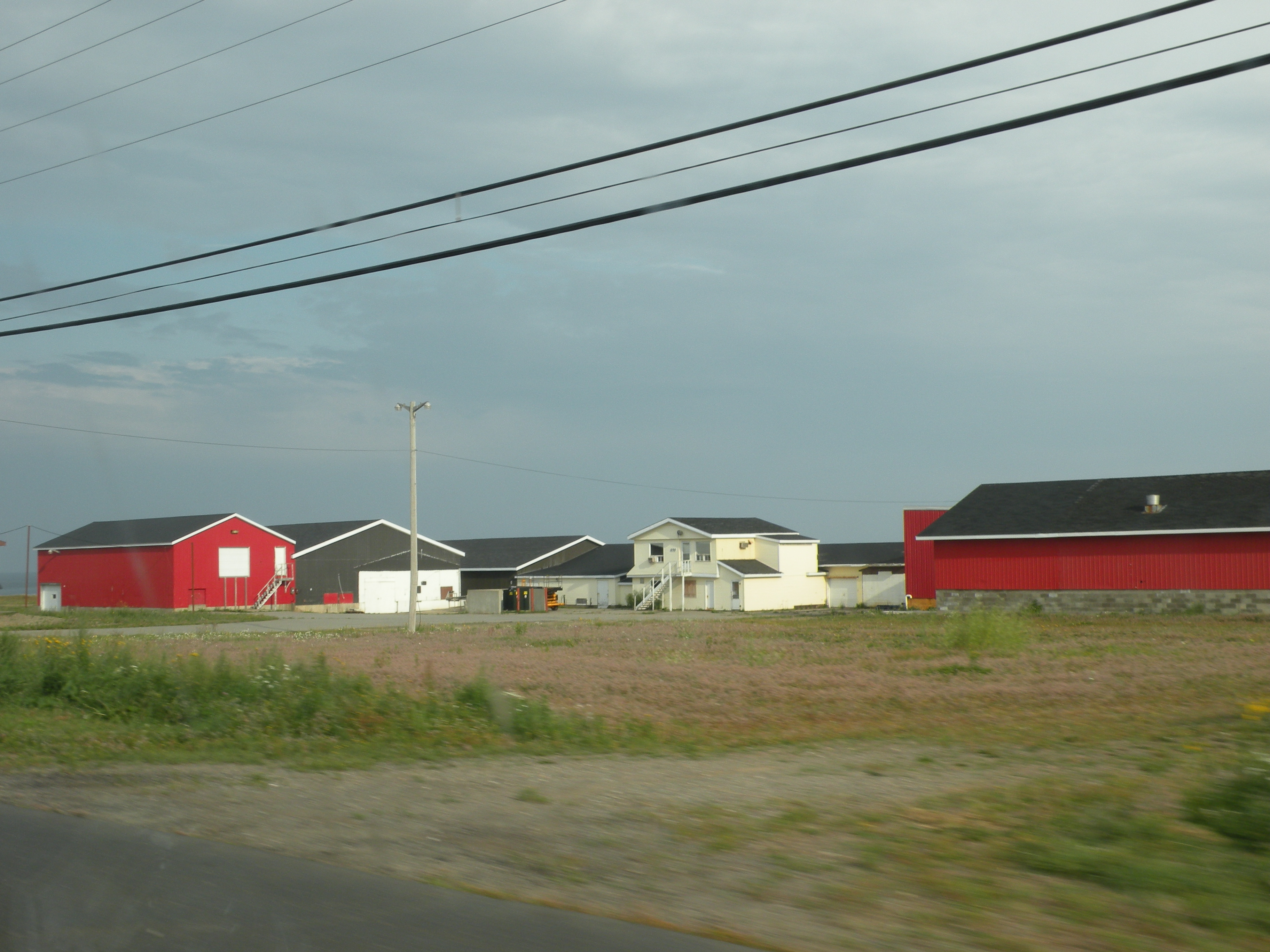
L'usine L. & R. Foods (fermée).
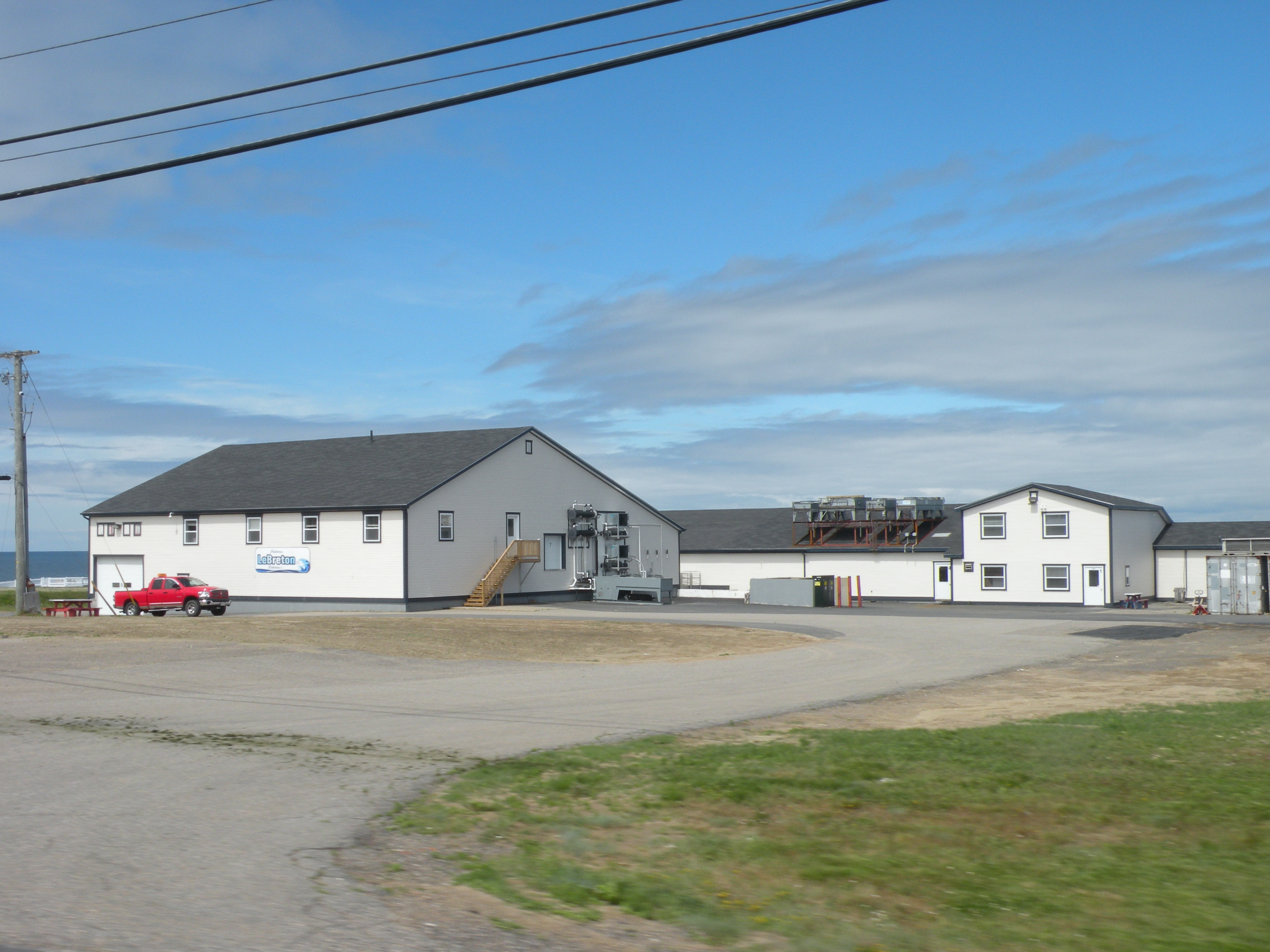
L'usine de Pêcheries Lebreton, ouverte en 2015.

Grande-Anse est l'une des localités organisatrices du IVe Congrès mondial acadien, en 2009. L'ancienne usine de boissons gazeuses est démolie la même année. La patinoire du Centre Edmond E. Landry ferme ses portes la même année à cause d'un bris du système de refroidissement; elle ne rouvre qu'à la fin 2010.
L'église Saint-Simon et Saint-Jude de Grande-Anse (Diocèse de Bathurst) attire l'attention au printemps 2012 à cause du piètre état du bâtiment et de la mauvaise condition financière de la paroisse. En 2015, l'ancienne usine Fruits de mer Landry est rénovée pour la transformation du homard et recrute 90 employés.
Depuis le déclin de l'économie, le village dépend en partie des communautés environnantes comme celle de Caraquet.

## Démographie
(juillet 2016).
La population est presque entièrement francophone, à l'exception de quelques familles anglophones.
Selon le recensement de Statistique Canada de 2001, Grande-Anse comptait 853 habitants en 2001, comparativement à 965, cinq ans plus tôt. Le village a une superficie de 24,42 km2 et une densité de 34,9 habitants au km2.
| 1976 | 1981 | 1986 | 1991 | 1996 | 2001 | 2006 | 2011 | 2016 |
| ---- | ---- | ---- | ---- | ---- | ---- | ---- | ---- | ---- |
| 765  | 817  | 829  | 981  | 965  | 853  | 758  | 738  | 899  |

## Administration

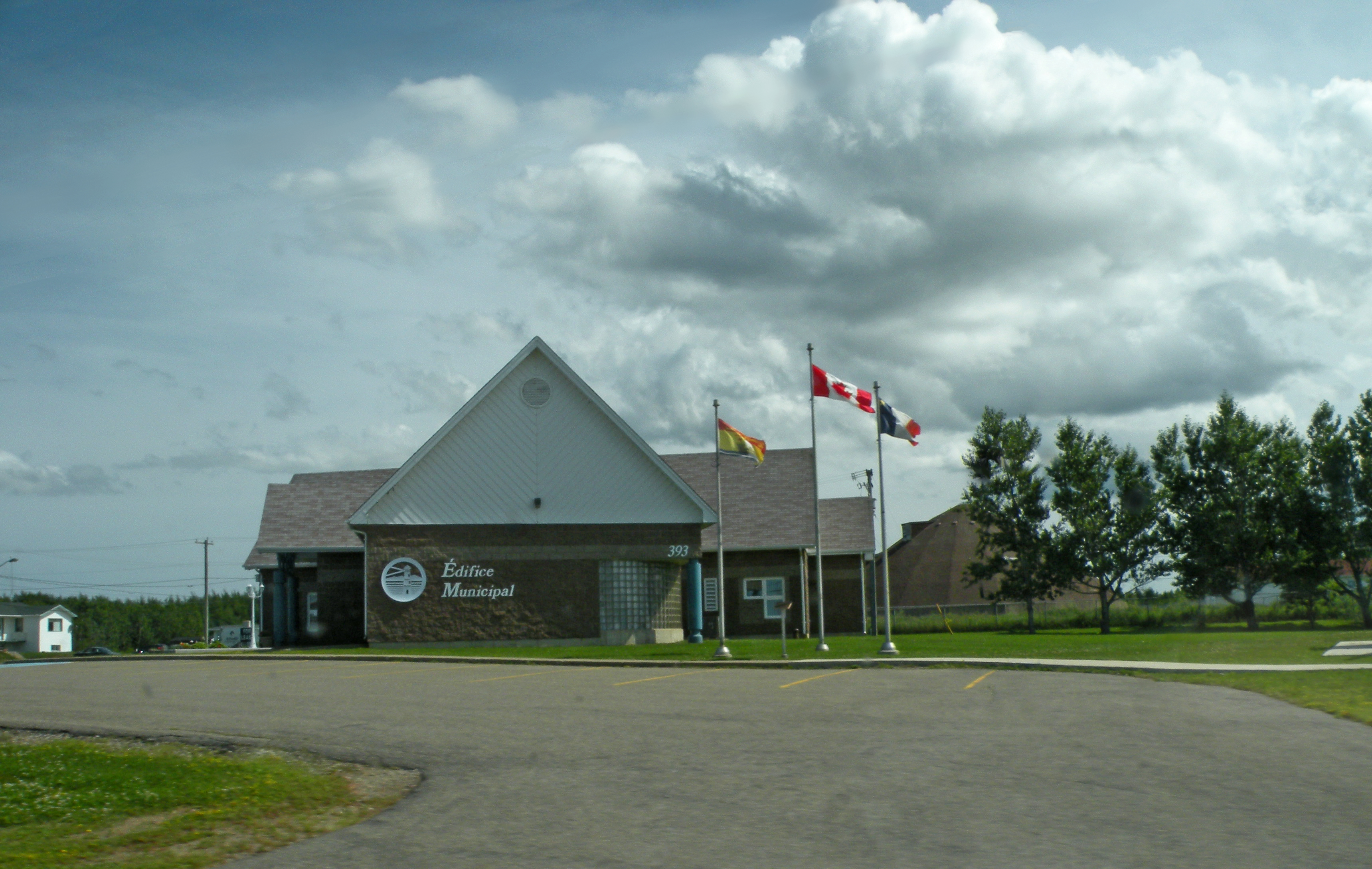
L'édifice municipal.

(juillet 2016).

### Conseil municipal
Le conseil municipal est formé d'un maire et de quatre conseillers généraux. Le conseil municipal actuel est élu lors de l'élection quadriennale du 14 mai 2012. Chantal Pinet est finalement élue à l'élection partielle du 12 mai 2014.
Conseil municipal actuel
| Mandat      | Fonctions   | Nom(s)                                                             |
| ----------- | ----------- | ------------------------------------------------------------------ |
| 2012 - 2016 | Maire       | Yves Létourneau                                                    |
| 2012 - 2016 | Conseillers | Anne Landry, Louise Le Gresley, Chantal Pinet et Philippe Poirier. |

Anciens conseils municipaux
| Mandat       | Fonctions   | Nom(s)                                                                                       |
| ------------ | ----------- | -------------------------------------------------------------------------------------------- |
| 2004 - 2008  | Maire       | Roméo Thériault                                                                              |
| 2004 - 2008  | Conseillers | Marc-André Laforest, Rose-Mai Thériault, Louise Blanchard Haché, Mireille Thériault.         |
| 2001 - 2004  | Maire       | Roméo Thériault                                                                              |
| 2001 - 2004  | Conseillers | Orphir J. Boucher, Sylvette Doiron, Adrien Hébert, Elphège Paulin, Rose-Mai Thériault.       |
| 1998 - 2001  | Maire       | Denise DeGrâce                                                                               |
| 1998 - 2001  | Conseillers | Orphir Boucher, Sylvio Doiron, Adrien Hebert, Gaëtan J. Thériault, Roméo Thériault.          |
| 1995 - 1998  | Maire       | Gilles Thériault                                                                             |
| 1995 - 1998  | Conseillers | Rodolphe E. Cormier, Sylvio Doiron, Rodrigue LeGresley, Roger St-Pierre, Guy Thériault.      |
| 1992 - 1995  | Maire       | Gilles Thériault                                                                             |
| 1992 - 1995  | Conseillers | Rodolphe E. Cormier, Rodrigue LeGresley, Gisèle Robichaud, Roger St-Pierre, Roméo Thériault. |
| 1989 - 1992  | Maire       | Raymond Landry                                                                               |
| 1989 - 1992  | Conseillers | Raymond Basque, Rodolphe E. Cormier, Eric L. Landry, Paul-Emile Landry, Gilles Thériault.    |
| 1968 - 1988? | Maire       | Edmond E. Landry                                                                             |
| 1968 - 1988? | Conseillers | Antime LeGresley, Ernest Haché.                                                              |

| Période                                  | Période  | Identité         | Étiquette | Qualité |
| ---------------------------------------- | -------- | ---------------- | --------- | ------- |
| 2012                                     | en cours | Yves Létourneau  |           |         |
| 2001                                     | 2012     | Roméo Thériault  |           |         |
| 1998                                     | 2001     | Denise De Grâce  |           |         |
| 1992                                     | 1998     | Gilles Thériault |           |         |
|                                          | 1992     | Raymond Landry   |           |         |
| 1968                                     | 1988     | Edmond Landry,   |           |         |
| Les données manquantes sont à compléter. |          |                  |           |         |

### Commission de services régionaux
Grande-Anse fait partie de la Région 4, une commission de services régionaux (CSR) devant commencer officiellement ses activités le 1er janvier 2013. Grande-Anse est représenté au conseil par son maire. Les services obligatoirement offerts par les CSR sont l'aménagement régional, la gestion des déchets solides, la planification des mesures d'urgence ainsi que la collaboration en matière de services de police, la planification et le partage des coûts des infrastructures régionales de sport, de loisirs et de culture; d'autres services pourraient s'ajouter à cette liste.

### Représentation
Grande-Anse est membre de l'Association francophone des municipalités du Nouveau-Brunswick.
 Nouveau-Brunswick: Grande-Anse fait partie de la circonscription de Caraquet, qui est représentée à l'Assemblée législative du Nouveau-Brunswick par Hédard Albert, du Parti libéral. Il fut élu en 2003 puis réélu en 2008 et en 2010.
Grande-Anse fait partie de la circonscription d'Acadie-Bathurst. Cette circonscription est représentée à la Chambre des communes du Canada par Yvon Godin, du NPD. Il fut élu lors de l'élection de 1997 contre le député sortant Doug Young, en raison du mécontentement provoqué par une réforme du régime d’assurance-emploi.

## Économie

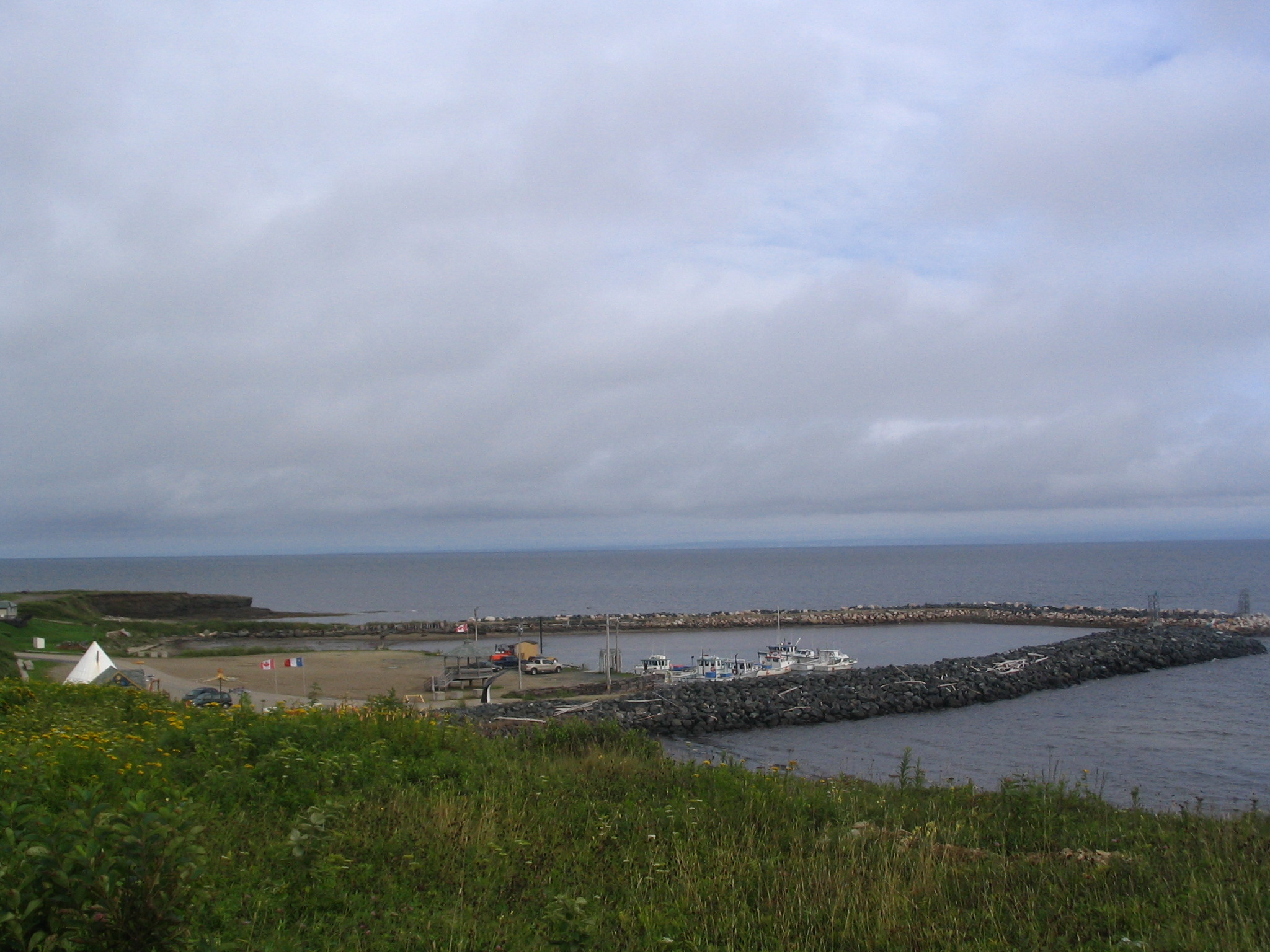
Le port de pêche.

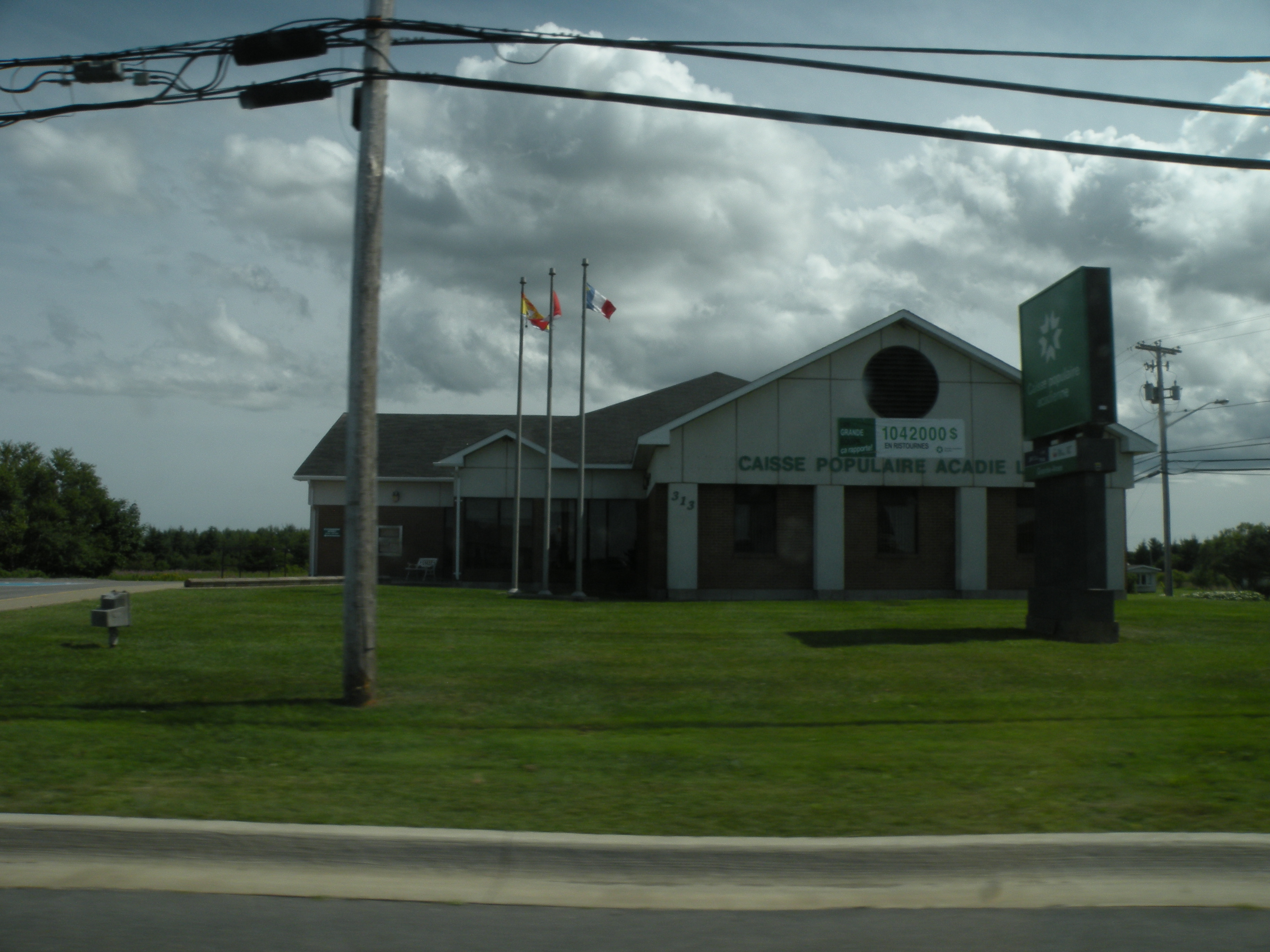
La caisse populaire.

La plupart des gens travaillent au village ou à proximité. L'industrie touristique crée quelques emplois sur place et il y a aussi de nombreux emplois disponibles dans le commerce, l'industrie de la pêche, la fabrication et la fonction publique à Caraquet.
Le village est une des destinations touristiques les plus reconnues au nord de la province. La population du village triple alors, pendant les vacances d'été. Le tourisme y bat alors son plein et les deux plages publiques abondent de baigneurs, attirés par une eau agréablement tempérée par le sable chaud. En fait, 70 % des touristes visitant la Péninsule acadienne passent par Grande-Anse. Le village possède un centre d'information touristique, deux motels, des gîtes, des chalets et un terrain de camping.
Comme le nombre d'emplois locaux est plutôt réduit, bon nombre de résidents travaillent à l'extérieur de la municipalité. Il y a tout de même quelques commerces : un port de pêche, un petit supermarché alimentaire, une quincaillerie et une tourbière, une succursale de la Banque nationale et une autre de la Caisse populaire Acadie, basée à Caraquet et membre d'UNI Coopération financière.
Entreprise Péninsule, un organisme basé à Tracadie-Sheila faisant partie du réseau Entreprise, a la responsabilité du développement économique de la région.
L'usine de béton préfabriqué embauche 10 personnes.

## Vivre à Grande-Anse

### Éducation
L'école locale, Léandre-Legresley, accueille les élèves de la maternelle à la 8e année. C'est une école publique francophone faisant partie du sous-district 5 du district scolaire Francophone Nord-Est. Les élèves doivent poursuivre leurs études à la polyvalente Louis-Mailloux de Caraquet. La ville de Shippagan compte le CCNB-Péninsule acadienne et un campus de l'Université de Moncton.
Les anglophones bénéficient d'une école à Janeville mais doivent poursuivre leur éducation à Bathurst de la sixième à la douzième année. Les établissements d'enseignement supérieur anglophones les plus proches sont à Fredericton ou Miramichi.
Il y a une bibliothèque publique à Caraquet. Le bibliobus du Nord fait toutefois un arrêt au village.

### Autres services publics
Le village est desservi par la route 11. De plus, un sentier suivant le tracé de l'ancien chemin de fer Caraquet & Gulf Shore dessert le village.
Grande-Anse possède une caserne de pompiers, qui dessert aussi les localités voisines en cas de besoin. Le village compte également un bureau de poste, une résidence pour personnes âgées, un centre récréatif (le Centre Edmond E. Landry). La population est en fait dépendante des localités voisines, notamment Caraquet, pour la majeure partie des services. Le détachement de la Gendarmerie royale du Canada le plus proche est d'ailleurs situé dans cette ville. Caraquet dispose également d'un poste d'Ambulance Nouveau-Brunswick et de l'hôpital de l'Enfant-Jésus.
Existant depuis le 20 juillet 1995, la Commission de gestion des déchets solides de la Péninsule acadienne (COGEDES) a son siège social à Caraquet et la municipalité y a un représentant. Les déchets sont transférés au centre de transbordement de Tracadie-Sheila et les matières non recyclables sont ensuite enfouies à Allardville.
La plage de Grande-Anse, aussi appelée la plage à Ferguson, est une plage d'eau salée non surveillée mais disposant de toilettes, de vestiaires, de stationnement, d'une cantine et d'une aire de pique-nique, d'un terrain de volley-ball et d'un terrain de jeux pour les enfants.
Les francophones bénéficient du quotidien L'Acadie nouvelle, dont la salle des nouvelles se situe à Caraquet, ainsi que de l'hebdomadaire L'Étoile, de Dieppe. Les anglophones bénéficient quant à eux du quotidien Telegraph-Journal, publié à partir de Saint-Jean tous les matins.
La prière n'est plus récitée au conseil municipal de Grande-Anse.

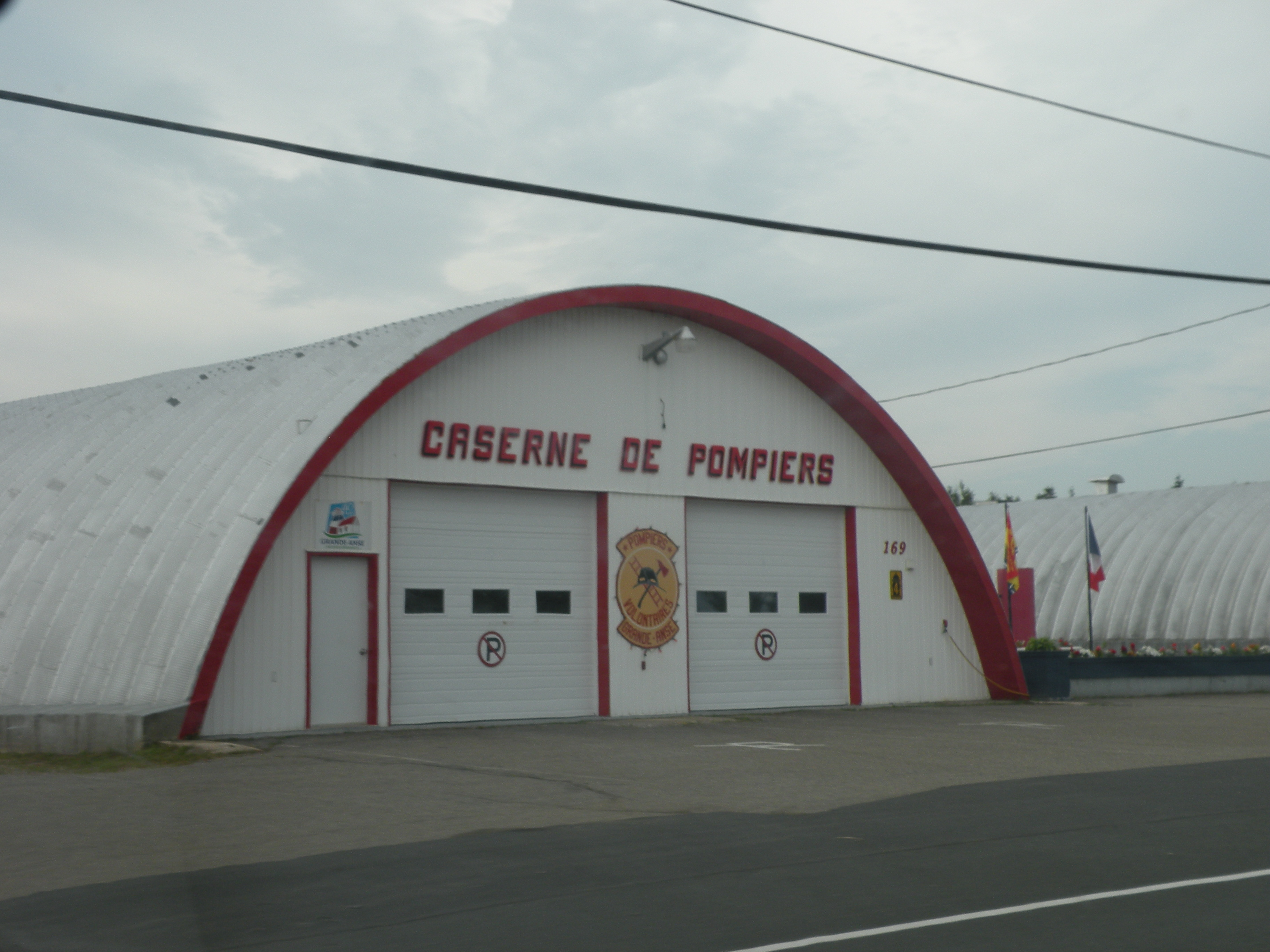
La caserne de pompiers.
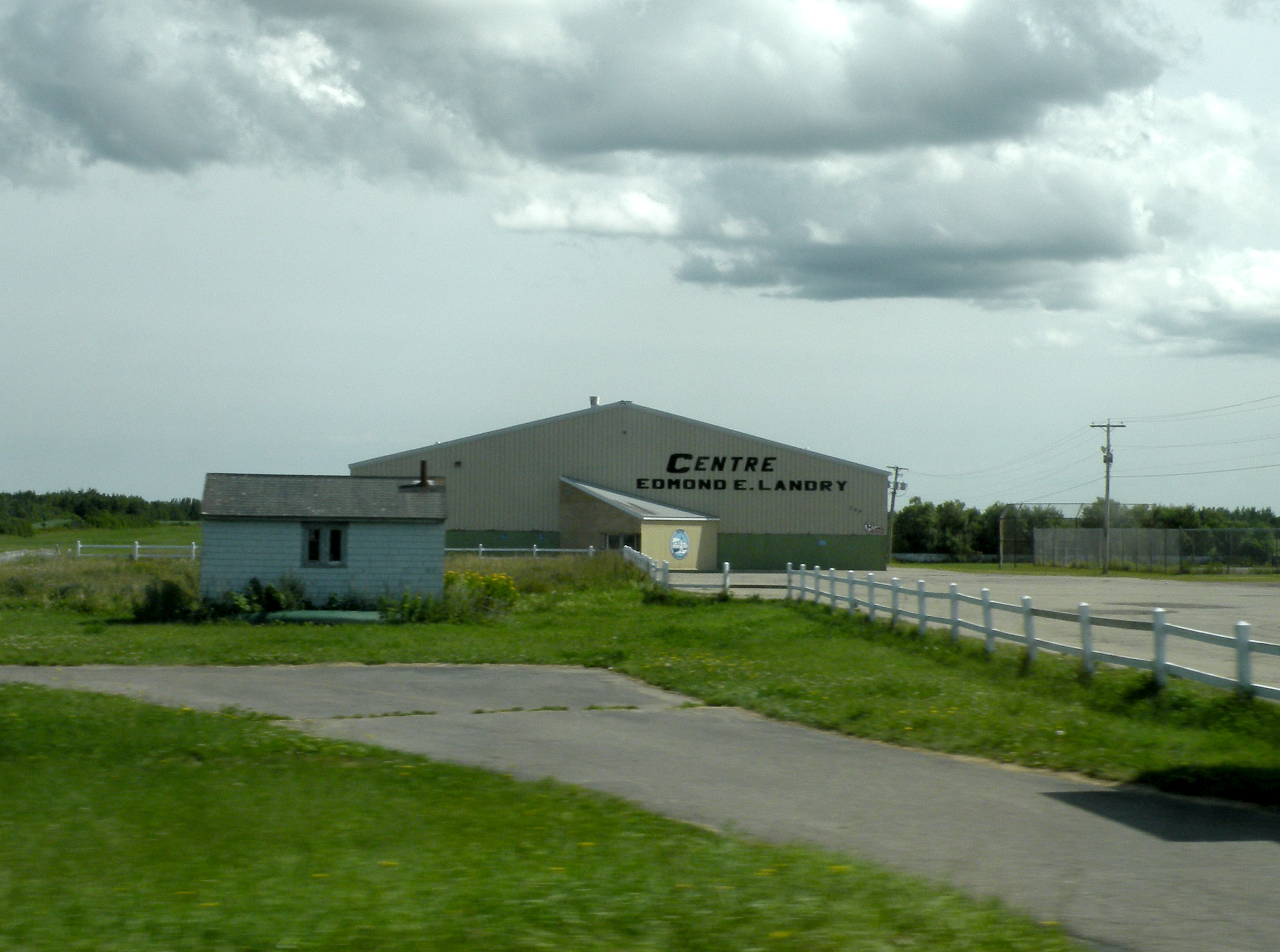
Le Centre Edmond-E.-Landry.

## Culture

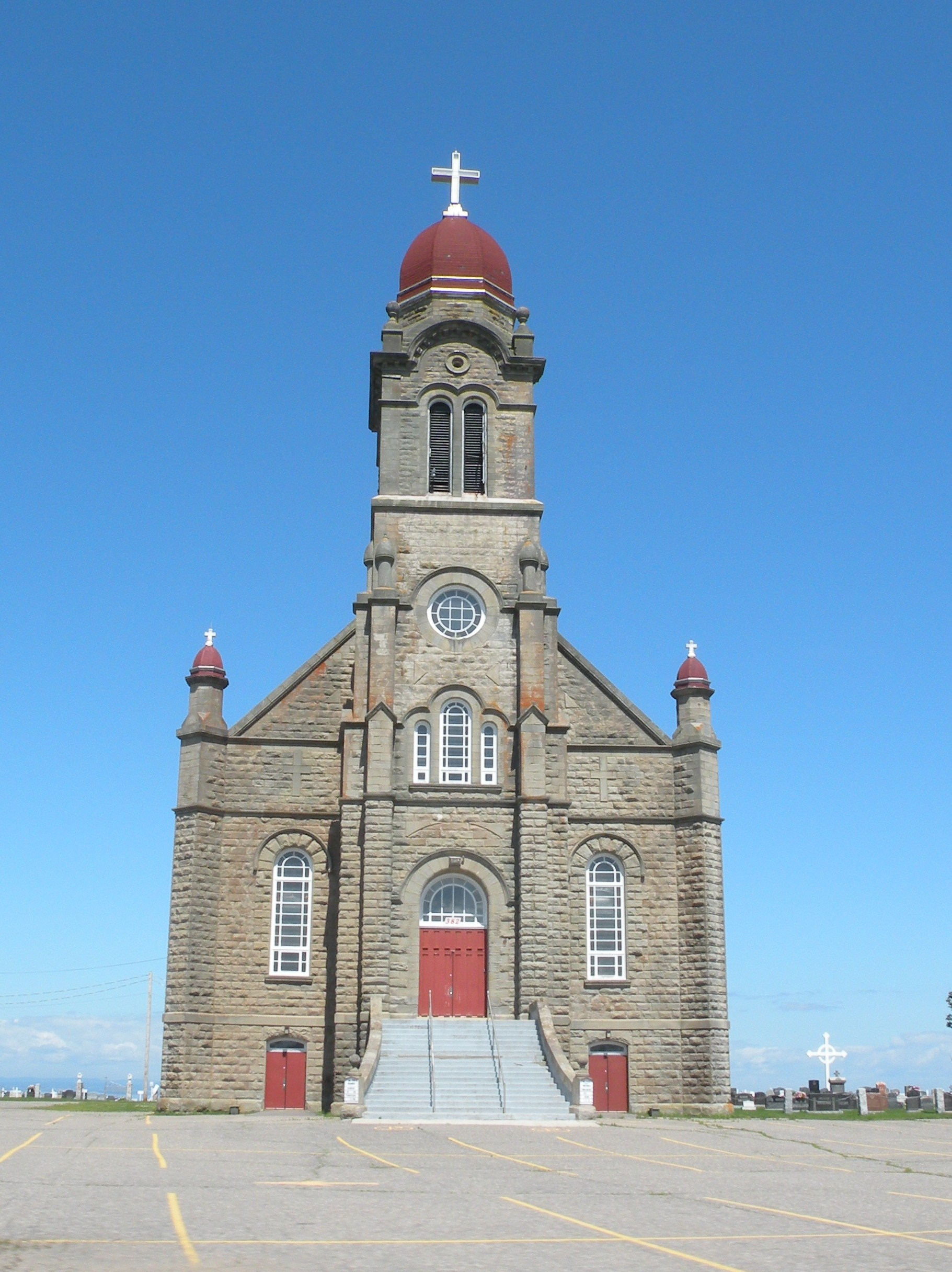
Église Saint-Simon et Saint-Jude.
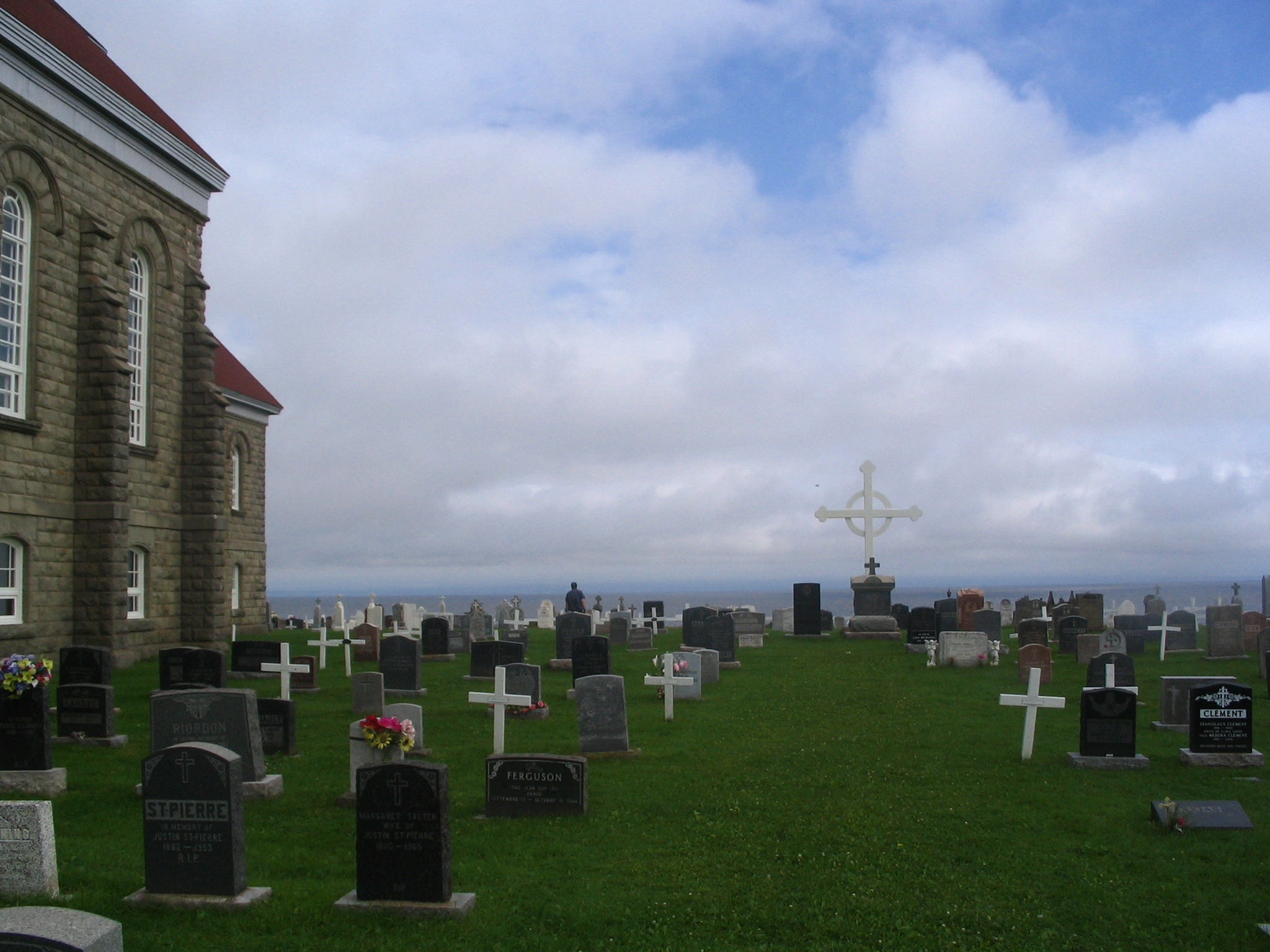
Cimetière.
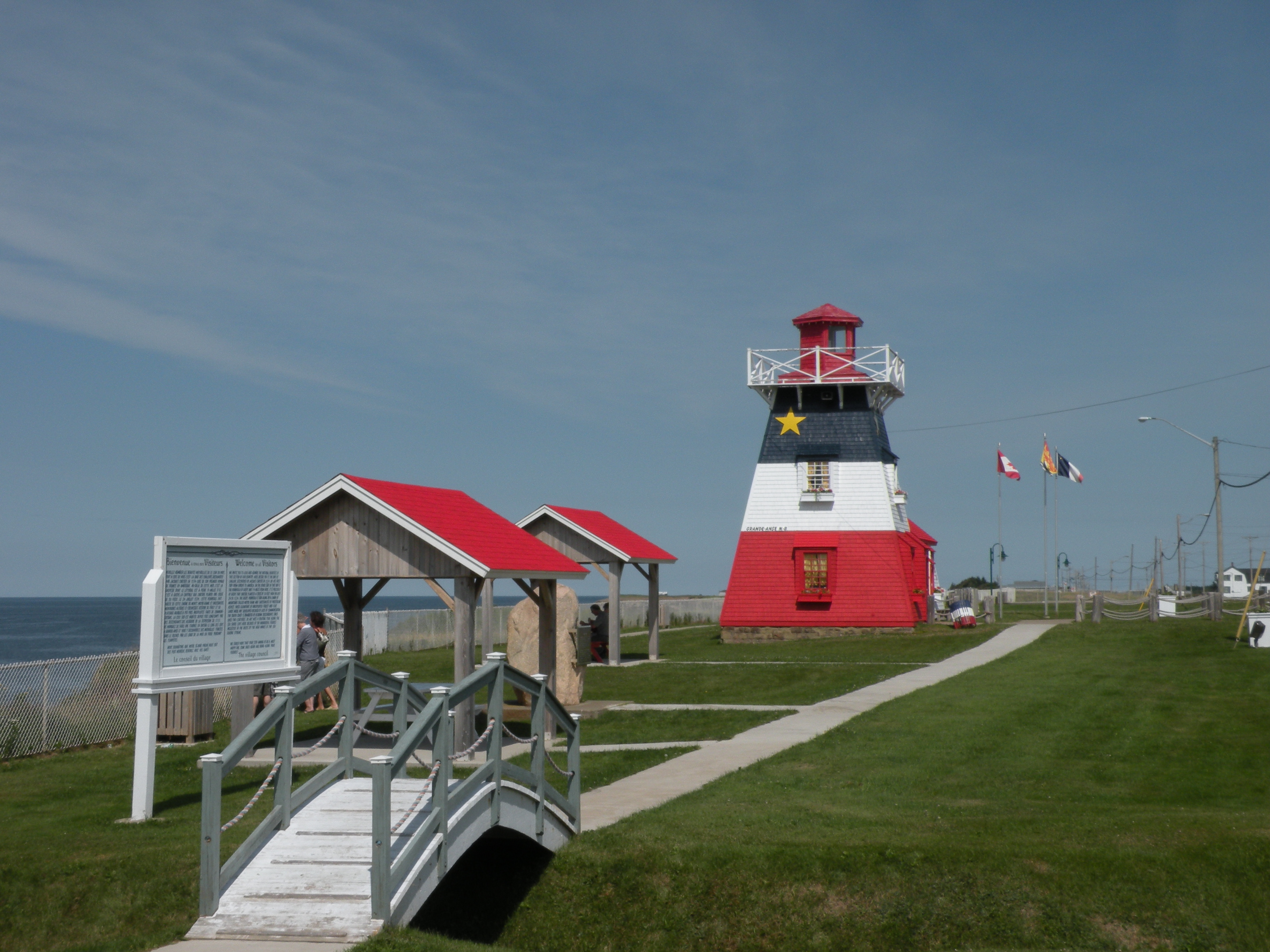
Centre d'information touristique.
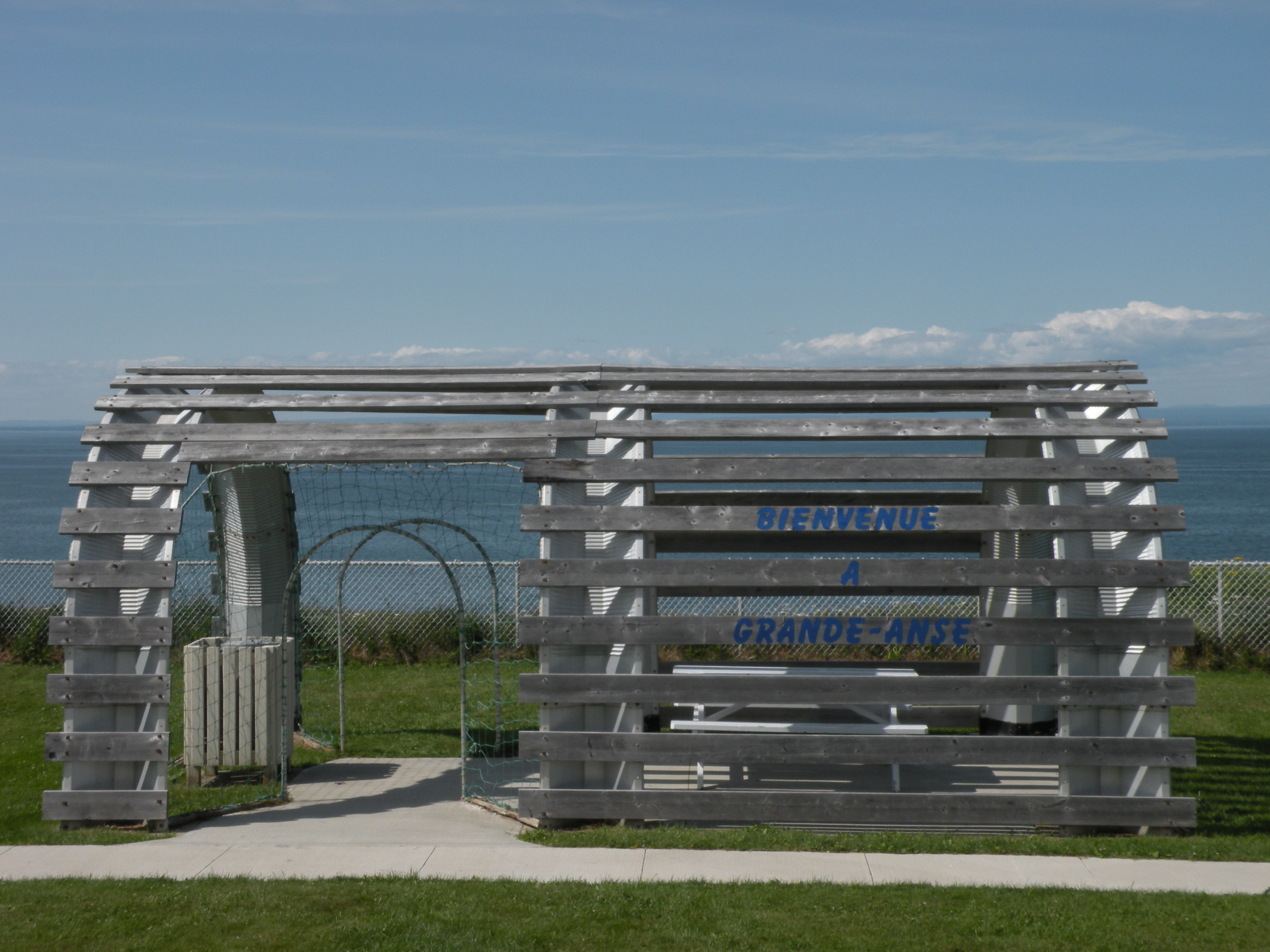
Cage à homard géante.
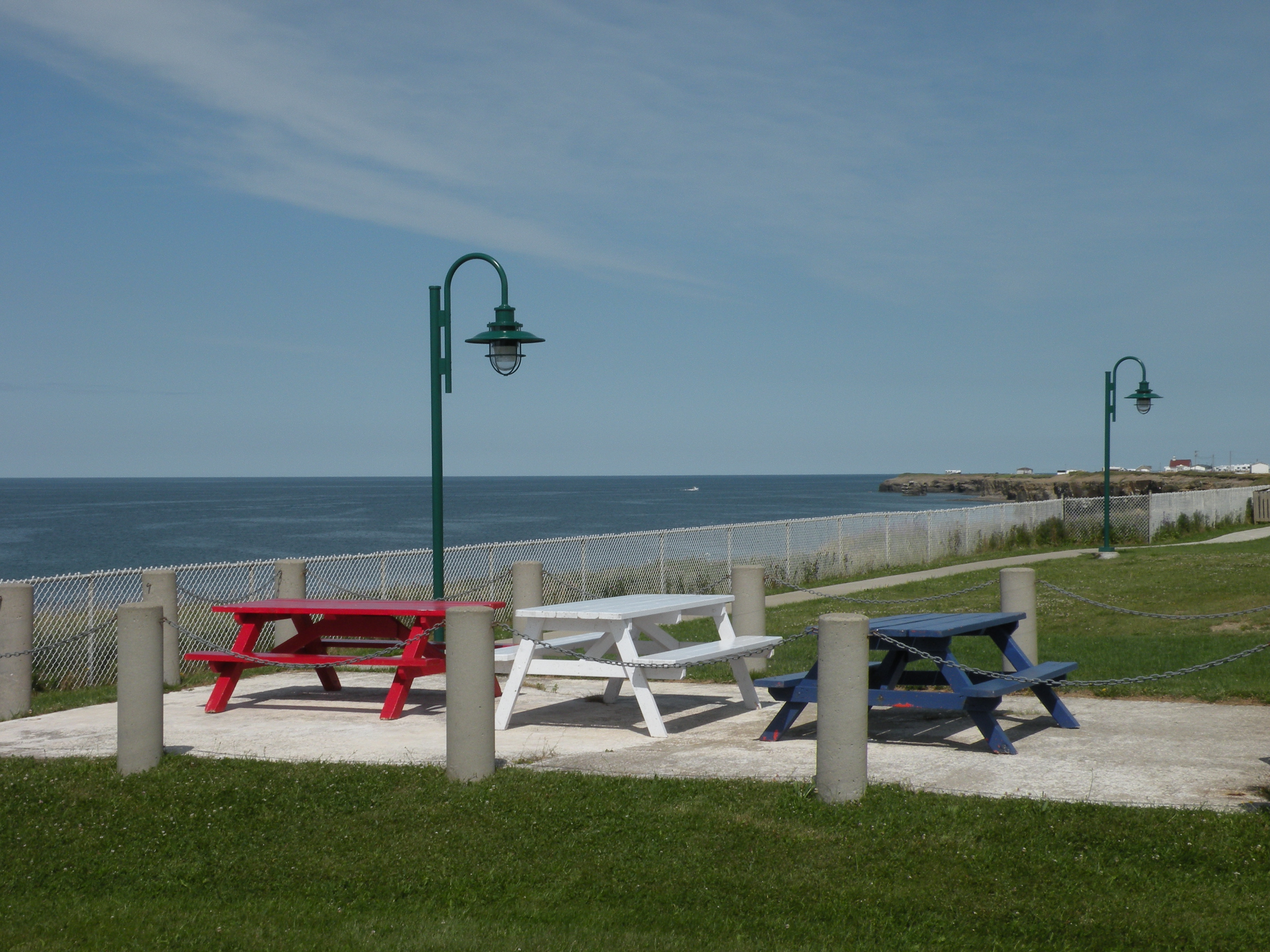
Tables de pique-nique.
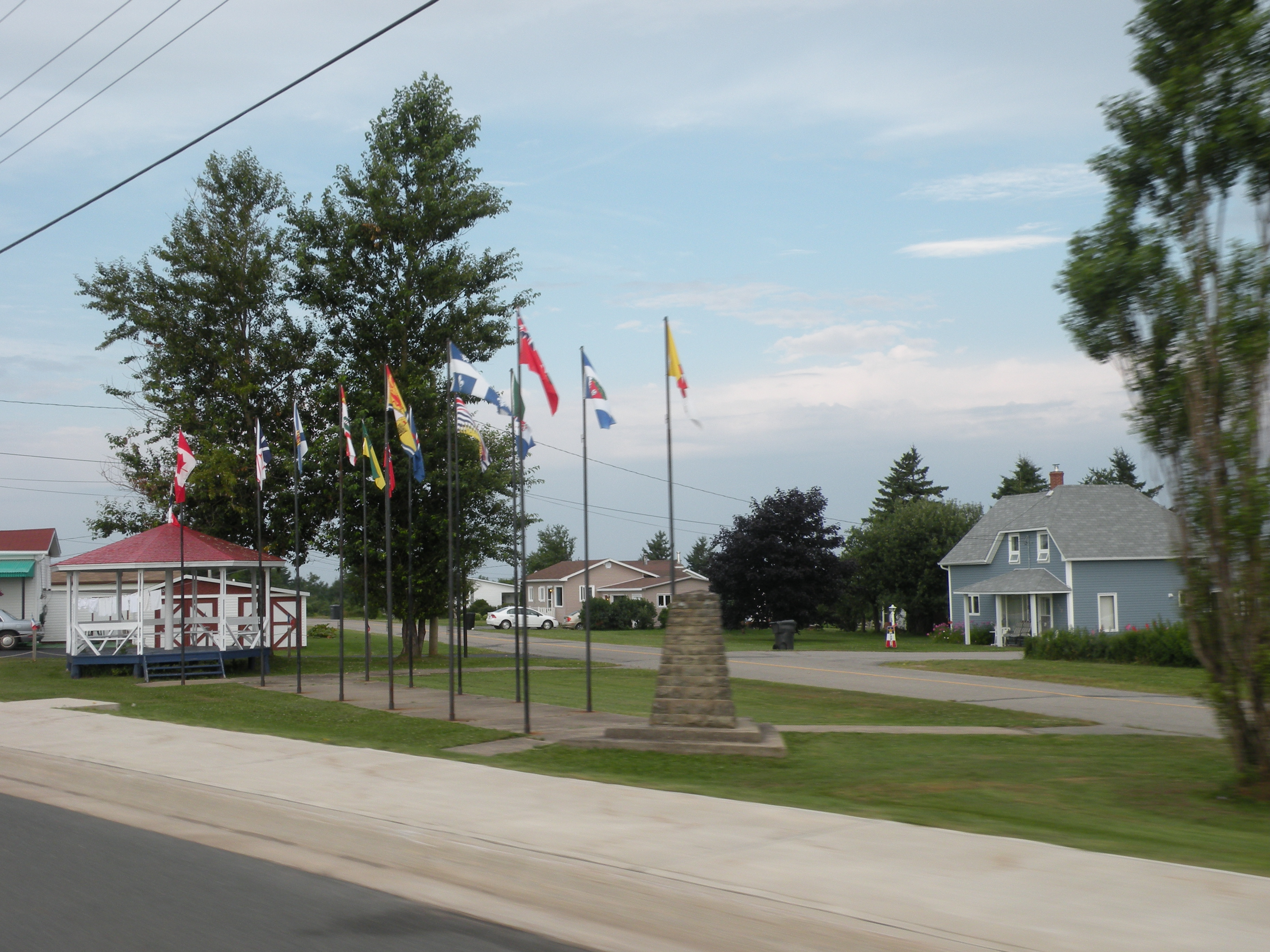
Monument.
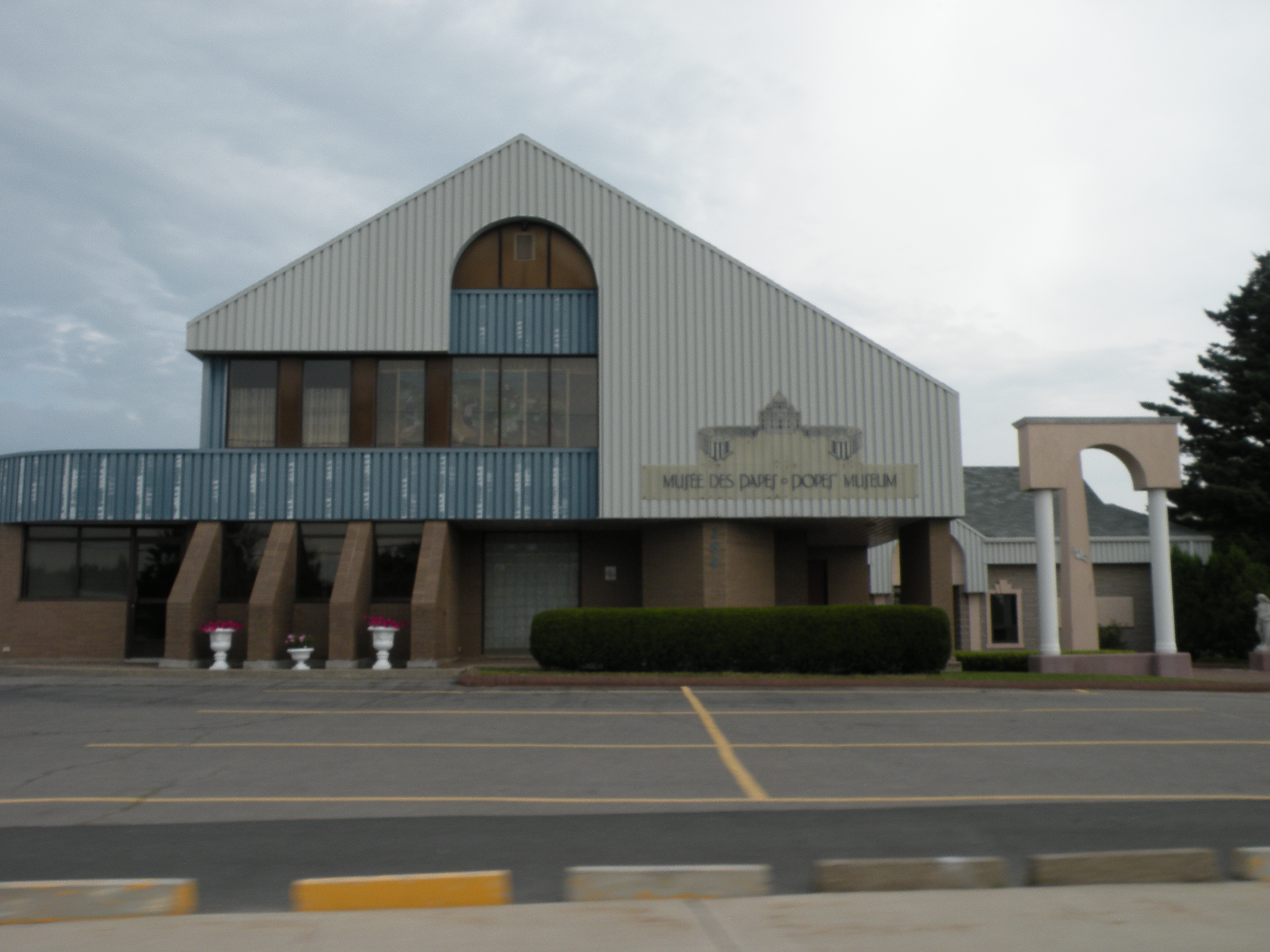
Musée des Papes.

### Personnalités
- Joseph Poirier (1840-1914), homme d'affaires et homme politique, né à Grande-Anse.
- Donat Haché, (1923-) musicien folklorique (violon, banjo, mandoline).
- Léandre LeGresley, homme d'éducation
- Edmond Landry, homme politique, ancien maire

### Architecture et monuments
L'église Saint-Simon et Saint-Jude est une église catholique romaine faisant partie du diocèse de Bathurst.
Le phare de Grande-Anse est un édifice très connu car il figure sur les guides touristiques depuis de nombreuses années et une réplique circule dans divers salons touristiques au Québec. Il est en fait considéré comme le symbole par excellence du tourisme en Acadie. C'est un édifice pyramidal à base carrée, en bois au lambris peint aux couleurs du drapeau de l'Acadie. Le centre d'information touristique est situé à l'intérieur de l'édifice, qui fut rénové en 2007 et en 2009. Dans le même parc se trouvent un panneau explicatif du site et une gigantesque cage à homards. De ce même enclos, le visiteur a un point de vue idéal de la grande anse.
La pierre de Grande-Anse a servi à la construction de nombreux édifices, dont l'église Saint-Pierre-aux-Liens de Caraquet.

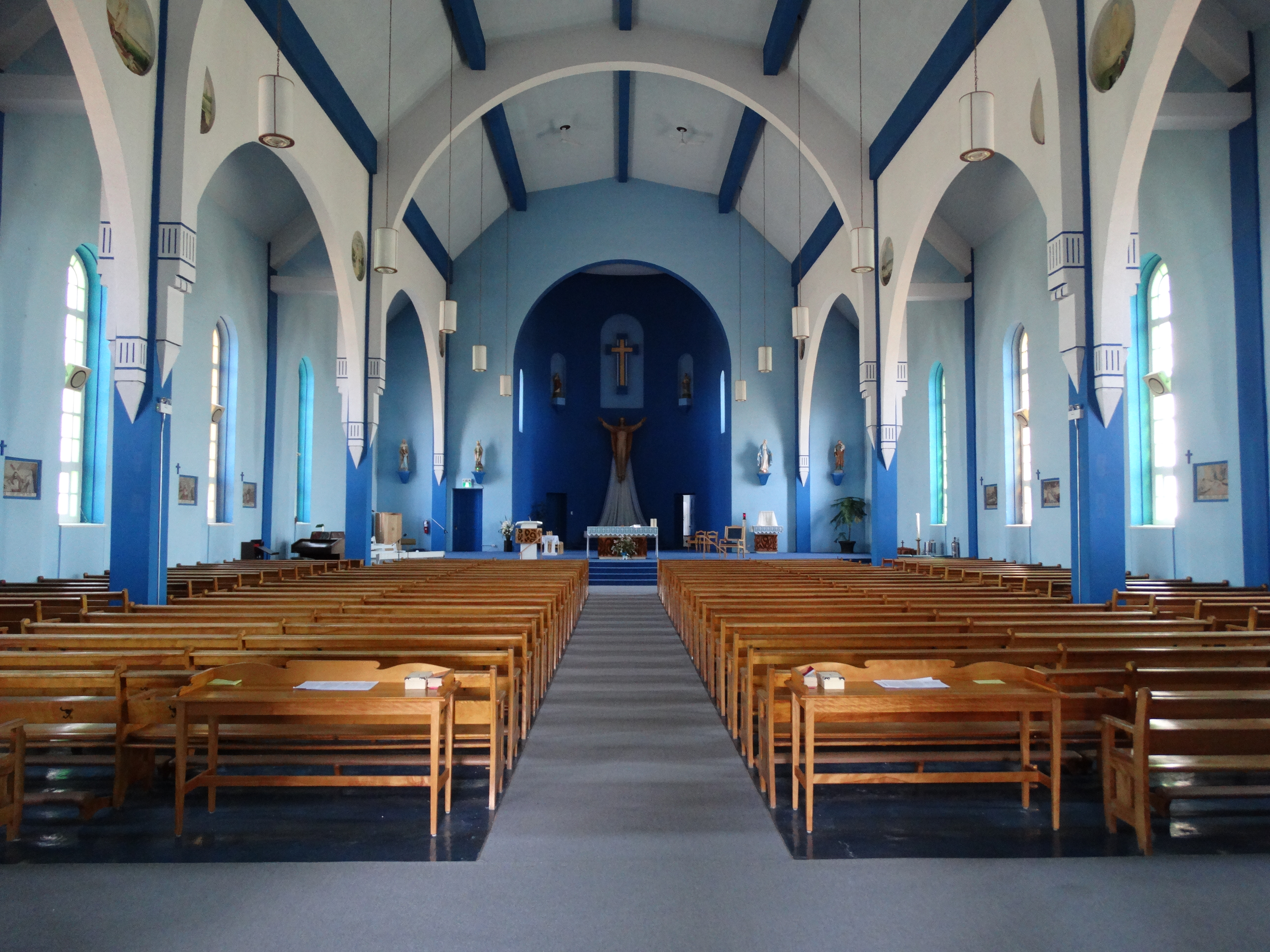
Nef de l'église Saint-Simon et Saint-Jude.
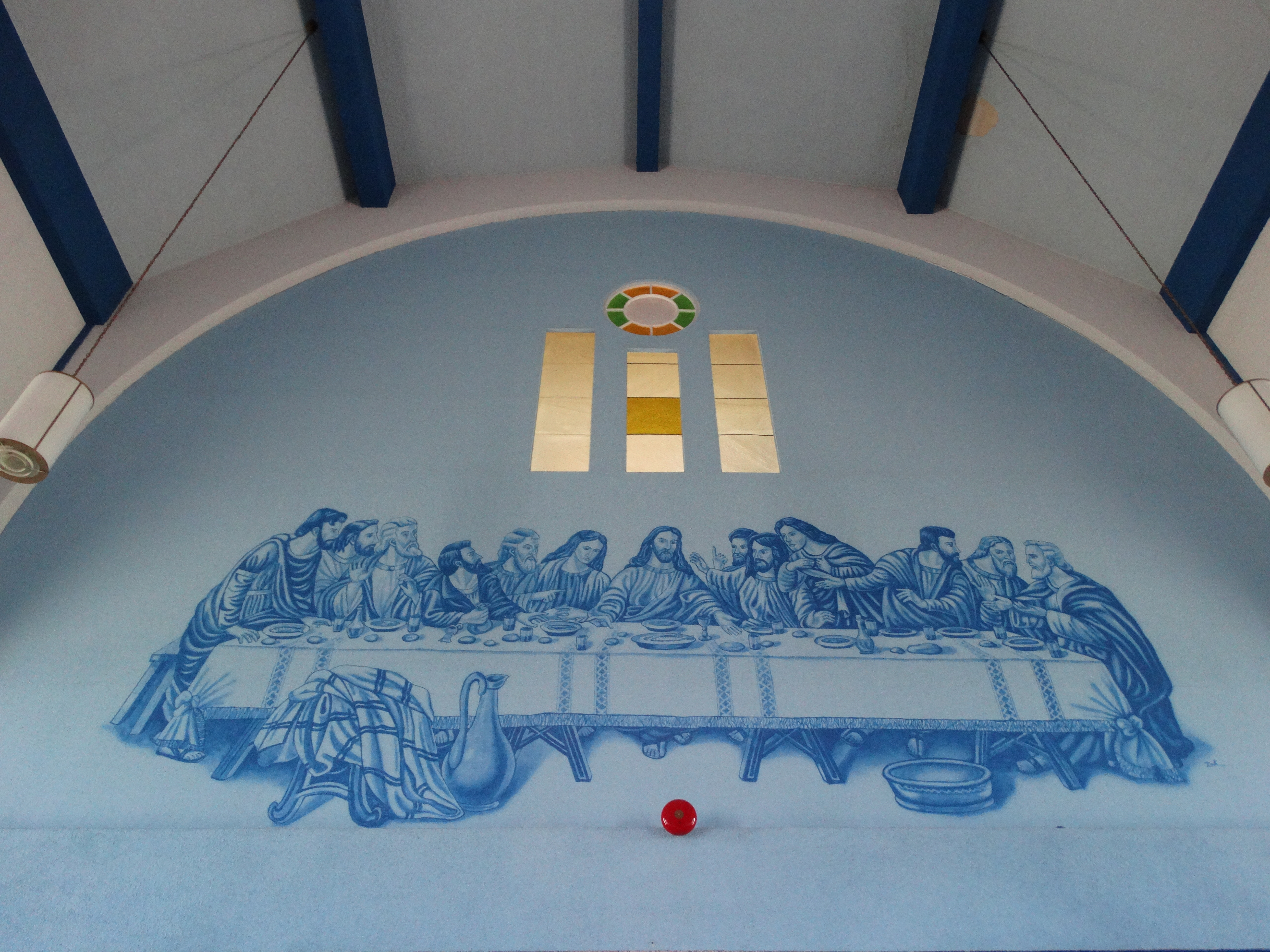
Cène.

### Langue
Selon la Loi sur les langues officielles, Grande-Anse est officiellement francophone puisque moins de 20 % de la population parle l'anglais.

### Arts
Le spectacle Ode à l'Acadie a été présenté plusieurs fois par année dans la salle paroissiale de Grande-Anse.
On y trouvait aussi, jusqu’au 22 août 2015, le Musée des Papes, la seule attraction du genre en Amérique du Nord. Après 30 ans d’existence, il a été remplacé par le Musée de cultures fondatrices.

### Cuisine
Les restaurants de Grande-Anse servent de la cuisine canadienne et acadienne.
Le homard ainsi que tous les autres fruits de mer sont à l'honneur en saison estivale.